# Unidos por la República
Unidos por la República fue un grupo parlamentario de centroderecha participante del período 2016-2020 del Congreso de la República del Perú. Fue presentado el 20 de enero de 2019 bajo la tutela de la congresista Patricia Donayre resguardándose en el reconocimiento pronunciado por el presidente del Congreso Daniel Salaverry el 19 de diciembre de 2018. Sus miembros fueron disidentes del partido político Fuerza Popular y el movimiento Peruanos Por el Kambio.

## Historia
El presidente del Congreso Daniel Salaverry el 19 de diciembre de 2018 reconoció a dos bancadas formadas por congresistas disidentes y no agrupados: la Bancada Liberal y Cambio 21 bajo el amparo del Tribunal Constitucional del Perú que definía que «los parlamentarios renunciantes a sus agrupaciones políticas por diferencias de conciencia debidamente fundamentadas, podrán conformar nuevas bancadas, pasar a otros grupos parlamentarios, o formar la bancada mixta», dejando sin efecto la ya declarada inconstitucional ley Antitransfuga —aprobada en 2016— que no permitía la creación o formación de nuevas bancadas por parte de congresistas disidentes o no agrupados.
El 20 de enero de 2019 la congresista independiente Patricia Donayre anunció la creación de la bancada Unidos por la República y que ella sería el portavoz oficial. El 20 de enero Donayre solicitó al Congreso reconocer la inscripción de su agrupación parlamentaria.
El 4 de abril de 2019 el congresista Miguel Castro anunció su renuncia a dicho grupo parlamentario.
El 10 de abril de 2019 el oficial mayor del congreso anunció que el grupo parlamentario dejó de ser bancada, debido a la que tras la renuncia del congresista Miguel Castro, dicho grupo ya no cumple con el número mínimo de integrantes como lo establece el Reglamento Interno del Congreso.
El 25 de julio de 2019 la bancada volvió a ser activada con la integración de Daniel Salaverry en sus filas.
Tras la disolución del Congreso y la posterior instalación de uno nuevo como resultado las elecciones parlamentarias extraordinarias del 2020, la bancada se disolvió.

## Integrantes
Los integrantes oficiales antes de la disolución del Congreso fueron Rolando Reátegui, Glider Ushñahua, Lucio Ávila, Daniel Salaverry y Patricia Donayre.